# Kuurne-Bruxelles-Kuurne juniors
Kuurne-Bruxelles-Kuurne juniors, anciennement dénommée Kuurnse Leieomloop, est une course cycliste belge qui se déroule au mois de février, en prélude de la classique Kuurne-Bruxelles-Kuurne. Comme son nom l'indique, elle est réservée aux cyclistes juniors (moins de 19 ans). 
Elle fait partie du calendrier de l'Union cycliste internationale en catégorie 1.1J.

## Palmarès
| Année                           | Vainqueur           | Deuxième               | Troisième              |
| ------------------------------- | ------------------- | ---------------------- | ---------------------- |
| Kuurnse Leieomloop              |                     |                        |                        |
| 2000                            | Kevin De Weert      | Wim De Vocht           | Jurgen Van den Broeck  |
| 2001                            | Sven Vervloet       | Giovanni Pommelaere    | Joeri Clauwaert        |
| 2002                            | Jasper van Heeswijk | Stefan Huizinga        | Nick Ingels            |
| 2003                            | Geraint Thomas      | Jérémy Beyaert         | Bart Veyt              |
| 2004                            | Stijn Joseph        | Tim Roels              | Ian Stannard           |
| 2005                            | Frederiek Nolf      | Toon Declercq          | Jérôme Baugnies        |
| 2006                            | Sven Nooytens       | Jan Ghyselinck         | Ludovic Vasseur        |
| 2007                            | Adam Blythe         | Nicolas Vereecken      | Kevin Lava             |
| 2008                            | Barry Markus        | Nicolas Vereecken      | Moreno Hofland         |
| 2009                            | Moreno Hofland      | Rune van der Meijden   | Jochen Deweer          |
| 2010                            | Paul Moerland       | Frederik Frison        | Didier Caspers         |
| 2011                            | Joachim Vanreyten   | Dylan Groenewegen      | Yannis Yssaad          |
| 2012                            | Niels Vanderaerden  | Félix Pouilly          | Piotr Havik            |
| 2013                            | pas de course       | pas de course          | pas de course          |
| Kuurne-Bruxelles-Kuurne juniors |                     |                        |                        |
| 2014                            | James Shaw          | Lionel Taminiaux       | Robbe Casier           |
| 2015                            | Yannick Detant      | Mathieu Rigollot       | Alan Riou              |
| 2016                            | Ethan Hayter        | Clément Bétouigt-Suire | Jasper Philipsen       |
| 2017                            | Johan Langballe     | Peter Hanslund         | Rémi Huens             |
| 2018                            | Remco Evenepoel     | Jacob Hindsgaul        | Charley Calvert        |
| 2019                            | Casper van Uden     | Antonin Corvaisier     | Bodi Del Grosso        |
| 2020                            | Cian Uijtdebroeks   | Pepijn Reinderink      | Jack Rootkin-Gray      |
| 2021                            | pas de course       | pas de course          | pas de course          |
| 2022                            | Sente Sentjens      | Vincent van Dorp       | Thibaud Gruel          |
| 2023                            | Jarno Widar         | Žak Eržen              | Steffen De Schuyteneer |
| 2024                            | Aldo Taillieu       | Seth Dunwoody          | Erazem Valjavec        |
| 2025                            | Tuur Verbeeck       | Mikkel Weigelt         | Thor Feyaerts          |